# Toshikazu Sano
Toshikazu Sano, né le 11 octobre 1940, est un ancien arbitre japonais de football.

## Carrière
Il a officié dans des compétitions majeures : 
- Coupe du monde de football des moins de 20 ans 1981 (1 match)
- JO 1984 (1 match)
- Coupe du monde de football des moins de 20 ans 1987 (1 match)